# Bréhain
Bréhain – miejscowość i gmina we Francji, w regionie Grand Est, w departamencie Mozela.
Według danych z 1990 r. gminę zamieszkiwały 72 osoby, a gęstość zaludnienia wynosiła 20 osób/km² (wśród 2335 gmin Lotaryngii Bréhain plasuje się na 973. miejscu pod względem liczby ludności, natomiast pod względem powierzchni na miejscu 1128.).